# 33-я армия (Япония)
33-я армия (яп. 第33軍) — воинское подразделение японской Императорской армии, действовавшее во время Второй мировой войны.
Сформирована 7 апреля 1944 года в Рангуне, подчинялась Бирманскому фронту. Основной задачей было противодействие Союзникам в северной Бирме.
Первоначально, армия включала 18-ю дивизию, которой противостояли подготовленные американцами китайские войска, наступавшие от Ледо (Британская Индия), и 56-ю дивизию, сражавшуюся с китайцами в провинции Юньнань. Также в неё входила смешанная «группа Такэ», задачей которой была борьба с Союзными ДРГ (чиндитами) в районе Индау. В мае 1944 года армия была усилена 53-й дивизией, взявшей на себя противодиверсионные действия, и вошедшими в 56-ю дивизию пехотными полками (из состава 2-й и 49-й дивизий.
Подвергаясь атакам Союзников с разных направлений, армия не смогла предотвратить захват Могаунга и Мьичины, хотя ей и удалось задержать китайское наступление и нанести серьёзный урон чиндитам.
По мере ухудшения ситуации на Тихоокеанском ТВД, Япония оказалась не в состоянии снабжать части, дислоцированные южнее Филиппин. Та же участь постигла и 33-ю армию (как и остальные японские силы в Бирме), количество живой силы и снаряжения которой неуклонно снижалось.
В марте 1945 года штаб армии внезапно получил приказ атаковать противника близ Мейтхилы, где японцы вновь пытались отбить у англо-индийских войск крайне важный центр снабжения. Однако связисты опоздали к началу сражения и в результате штаб, не в полной мере получавший информацию, не смог скоординировать действия наспех собранных частей. Атаки японцев были отбиты и к концу месяца им пришлось выходить из сражения.
Ослабленная 33-я армия стремилась удерживать позиции у Пьявбве, чтобы задержать преследующие Союзные силы, но, будучи обойдена с флангов бронечастями, была вновь вынуждена отступать.
Наконец, примерно в середине апреля, преследующие союзные бронечасти атаковали штаб армии в Пьинмане. Хотя командующему армией (генерал-лейтенант Масаки Хонда) и его штабу удалось избежать пленения, управление соединениями армии было утрачено, что позволило Союзникам продвинуться до Рангуна.
После падения Рангуна, 33-я армия перегруппировалась в Тенассериме. Хотя её силы и сократилась до размеров полка, была предпринята контратака, включавшая форсирование реки Ситаун, с целью содействия прорыву японских частей, окружённых в Бирме. После недели боёв и японцы и Союзные силы отошли от затопленной дождями излучины Ситтауна.
После капитуляции Японии 33-я армия была расформирована.